# Agatha Christie : La Maison du péril
 (octobre 2019).
Si vous disposez d'ouvrages ou d'articles de référence ou si vous connaissez des sites web de qualité traitant du thème abordé ici, merci de compléter l'article en donnant les références utiles à sa vérifiabilité et en les liant à la section « Notes et références ».
Agatha Christie : La Maison du péril (Agatha Christie : Peril at End House) est un jeu d'objets cachés pour PC édité par The Adventure Company et développé par I-play. Il est sorti en France le 21 août 2009.
Hercule Poirot enquête sur les tentatives de meurtre visant Nick Buckley.